# Castanopsis carlesii
Castanopsis carlesii är en bokväxtart som först beskrevs av William Botting Hemsley, och fick sitt nu gällande namn av Bunzo Hayata. Castanopsis carlesii ingår i släktet Castanopsis och familjen bokväxter. Inga underarter finns listade.